# Vieira (sobrenome)

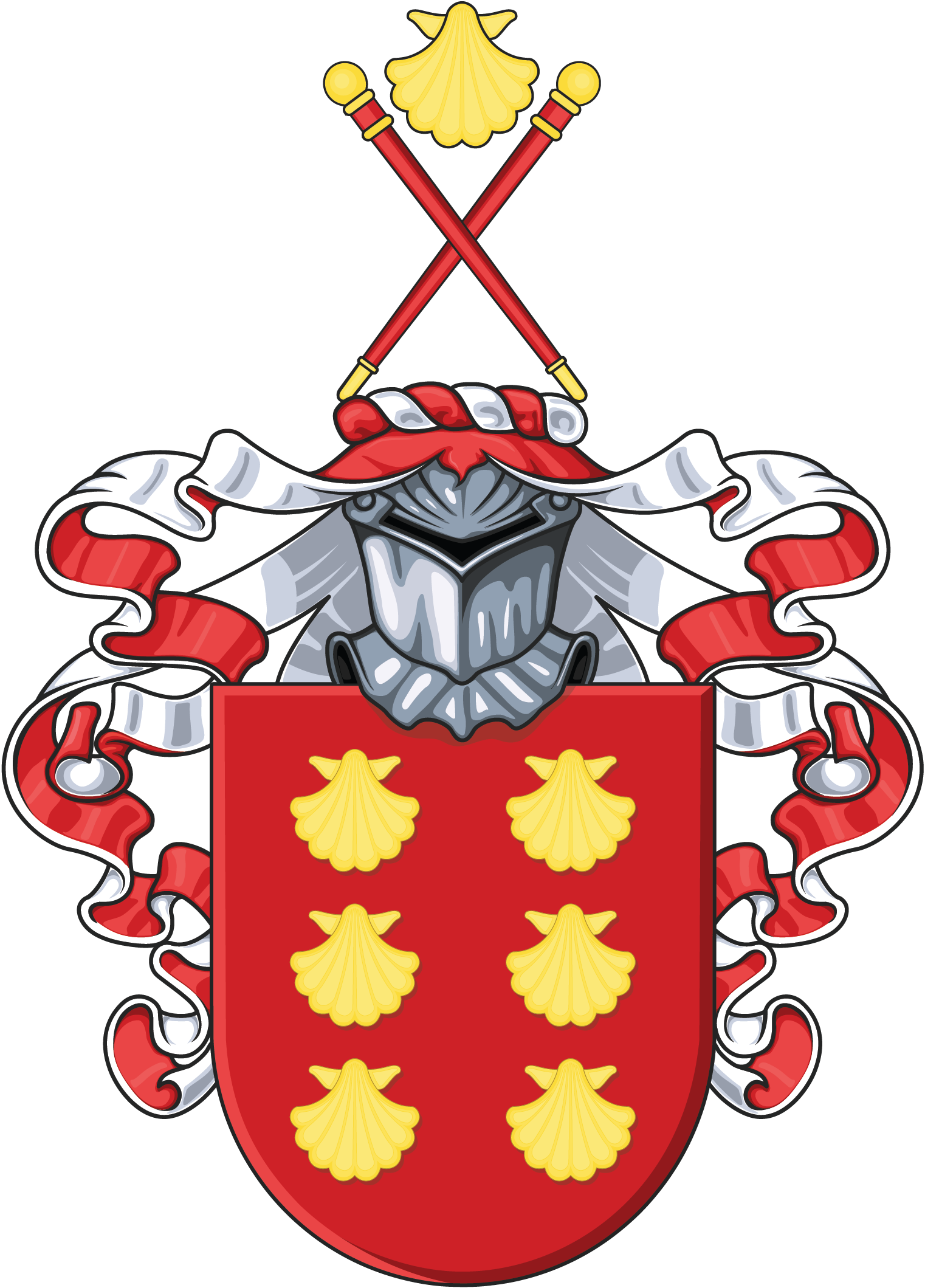
Brasão de armas da família Vieira

Vieira é um sobrenome ou apelido de família da onomástica da língua portuguesa.

## Origem
Existem aparentemente diversas famílias levando esse apelido por origem toponímica, tendo umas o tomado de Vieira do Minho e outras de Vieira de Leiria. O primeiro a usar o apelido foi Rui Vieira, fidalgo minhoto. Dessa linha parecem descender quase todas as famílias Vieira através de Pedro Rodrigues Vieira, senhor da quinta de Vila Seca. Hipoteticamente tem-se:
- Rui Vieira, fidalgo do tempo de D. Afonso II. Rei de Portugal
  - Pedro Rodrigues Vieira, senhor da quinta de Vila Seca
    - (larga geração)

  - João Rodrigues Vieira
    - Afonso Anes Vieira, abade de Sousela
      - João Afonso Vieira, sem mais notícias

## Brasão de armas
De vermelho, com seis vieiras de ouro, postas 2, 2 e 2. Timbre: Dois bordões de Santiago de vermelho, ferrados de ouro, passados em aspa e encimados por uma das vieiras.
Muitas informações se têm sobre a ascendência da família Vieira. Segundo dados pesquisados pelo professor, escritor e historiador, Batista de Lima, bisneto de Félix Antonio Duarte, VIEIRA é sobrenome originário de Santiago de Compostela, na Galícia, norte de Portugal. Por volta de 1120, quando D. Afonso Henrique procedeu a unificação e criou o reino de Portugal, havia, na época, 55 famílias na região e uma delas era a dos Vieiras.
Com a criação do reino de Portugal, a família Vieira deslocou-se para as cidades portuguesas de Leiria e Minho. (...) Os Vieiras que chegaram ao Brasil teriam embarcado na cidade do Porto e desembarcado em Pernambuco de onde se espalharam por todo o Brasil.